# Jiubei
Jiubei är en köping i sydöstra Kina. Den ligger i Lianzhou i staden Qingyuan i provinsen Guangdong, omkring 190 kilometer nordväst om provinshuvudstaden Guangzhou. Antalet invånare är 18 536. Befolkningen består av 9 158 kvinnor och 9 378 män. Barn under 15 år utgör 19,0 %, vuxna 15-64 år 65 %, och äldre över 65 år 14,0 %.